# 魯丹齊
49°57′3″N 24°15′29″E / 49.95083°N 24.25806°E
魯丹齊（烏克蘭語：Руданці），是烏克蘭西部的村莊，隸屬利維夫州的利維夫區。該村始建於1563年，面積1.2平方公里，海拔高度234米，2001年人口614，人口密度每平方公里511.67人。